# Copa de España veldrijden 2021
De Copa de España veldrijden 2021 is de zesde editie van de Spaanse Beker Veldrijden. Het regelmatigheidscriterium van de Koninklijke Spaanse Wielerbond omvatte vijf wedstrijden.

## Podia
| Categorie     | Winnaar        | Tweede             | Derde           |
| ------------- | -------------- | ------------------ | --------------- |
| Mannen elite  | Ismael Esteban | David van der Poel | Kevin Suárez    |
| Vrouwen elite | Aida Nuño      | Lucía González     | Sara Cueto Vega |

## Wedstrijdschema
| Nr | Datum      | Cross      | Winnaar                      | Leider                 | Winnares                  | Leidster       |
| -- | ---------- | ---------- | ---------------------------- | ---------------------- | ------------------------- | -------------- |
| 1  | 09-10-2021 | Pontevedra | Kevin Suárez Fernández       | Kevin Suárez Fernández | Lucía González            | Lucía González |
| 2  | 06-11-2021 | Llodio     | Lander Loockx                | Kevin Suárez Fernández | Anaïs Morichon (O23)      | Aida Nuño      |
| 3  | 07-11-2021 | Karrantza  | David van der Poel           | David van der Poel     | Lucía González            | Lucía González |
| 4  | 21-11-2021 | Alcobendas | Ismael Esteban               | David van der Poel     | Lydia Pinto Larenjo (O19) | Aida Nuño      |
| 5  | 19-12-2021 | Tarancón   | Miguel Rodriguez Novoa (O19) | Ismael Esteban         | Aida Nuño                 | Aida Nuño      |

## Eindstand

### Mannen elite
| Pos. | Renner                       | Ploeg                    | PON | LLO | KAR | ALC | TAR | Punten |
| ---- | ---------------------------- | ------------------------ | --- | --- | --- | --- | --- | ------ |
| 1    | Ismael Esteban               | Logos Energia-BH-Arrueda | -   | 4   | 4   | 1   | 4   | 67     |
| 2    | David van der Poel           | -                        | 2   | 2   | 1   | -   | -   | 65     |
| 3    | Kevin Suárez Fernández       | Nesta-MMR CX Team        | 1   | 3   | 3   | -   | -   | 57     |
| 4    | Miguel Rodriguez Novoa (O19) | G.D. Supermercados Froiz | 5   | -   | -   | 4   | 1   | 51     |
| 5    | Gonzalo Inguanzo Macho (O23) | G.D. Supermercados Froiz | -   | 11  | 10  | 2   | 2   | 51     |
| 6    | Lander Loockx                | -                        | -   | 1   | 2   | -   | -   | 45     |
| 7    | Mario Junquera               | Unicaja Banco-Ayto Gijon | 8   | 8   | 9   | 3   | -   | 39     |
| 8    | Gilles Cyprien (O23)         | -                        | 6   | 5   | 6   | -   | -   | 32     |
| 9    | Adrian Aranda Sanchis        | C.E. Triasport           | 10  | 10  | -   | 7   | 7   | 30     |
| 10   | Iñigo Gomez Elorriaga        | Caravanas Erandio        | 11  | -   | 11  | -   | 3   | 26     |
| 13   | Felipe Orts                  | Burgos-BH                | 3   | -   | -   | -   | -   | 16     |

| Legenda | Legenda | Legenda | Legenda  | Legenda  | Legenda         | Legenda              |
| ------- | ------- | ------- | -------- | -------- | --------------- | -------------------- |
| 1e plek | 2e plek | 3e plek | 4 t/m 25 | afgelast | niet uitgereden | - (niet deelgenomen) |

### Vrouwen elite
| Pos. | Renner                       | Ploeg                       | PON | LLO | KAR | ALC | TAR | Punten |
| ---- | ---------------------------- | --------------------------- | --- | --- | --- | --- | --- | ------ |
| 1    | Aida Nuño                    | Rio Miera-Cantabria Deporte | 2   | 2   | 2   | 2   | 1   | 105    |
| 2    | Lucía González               | Nesta-MMR CX Team           | 1   | 4   | 1   | -   | -   | 64     |
| 3    | Sara Cueto Vega              | Unicaja Banco-Ayto Gijon    | 4   | 9   | 4   | 3   | -   | 51     |
| 4    | Anaïs Morichon (O23)         | -                           | -   | 1   | 3   | -   | -   | 41     |
| 5    | Sofia Rodriguez Revert (O23) | Teika-BH-Gsport             | -   | -   | 11  | 4   | 2   | 39     |
| 6    | Lydia Pinto Larenjo (O19)    | Nesta-MMR CX Team           | 7   | -   | -   | 1   | -   | 34     |
| 7    | Carla Fernandez Torres (O23) | Team Farto-BTC              | 8   | -   | -   | 6   | 5   | 30     |
| 8    | Alessia Bulleri              | -                           | -   | 3   | 5   | -   | -   | 28     |
| 9    | Paula Diaz Lopez             | Rio Miera-Cantabria Deporte | 5   | 11  | -   | -   | 6   | 27     |
| 10   | Sara Bonillo Talens (O23)    | Teika-BH-Gsport             | 9   | -   | -   | 5   | 8   | 24     |
| 16   | Barbara Borowiecka           | -                           | -   | -   | -   | -   | 3   | 16     |
| 17   | Jinse Peeters                | -                           | -   | 8   | 8   | -   | -   | 16     |
| 18   | Laura Verdonschot            | -                           | 3   | -   | -   | -   | -   | 16     |

## Puntenverdeling per wedstrijd
De rijders verdienden punten aan de hand van de volgende tabel.
| Positie | 1  | 2  | 3  | 4  | 5  | 6  | 7 | 8 | 9 | 10 | 11 | 12 | 13 | 14 | 15 | telt niet |
| Punten  | 25 | 20 | 16 | 14 | 12 | 10 | 9 | 8 | 7 | 6  | 5  | 4  | 3  | 2  | 1  | 0         |

Kampioenschappen:  Wereldkampioenschappen ·
 Europese kampioenschappen ·
 Belgische kampioenschappen ·
 Nederlandse kampioenschappen
Klassementen:  Wereldbeker ·
 Superprestige ·
 X²O Badkamers Trofee ·
 TOI TOI Cup ·
 USCX Series ·
 Coupe de France ·
 National Trophy Series ·
 Copa de España ·
 New England Series
Overig:  Ethias Cross ·  Losse crossen België
Geen UCI-cat.:  Giro d'Italia Ciclocross
2016 · 2017 · 2018 · 2019 · 2020 · 2021 · 2022 · 2023 · 2024